# Джон Гейтенбі Болтон
Джон Гейтенбі Болтон (англ. John Gatenby Bolton; 5 червня 1922 – 6 липня 1993) — британсько-австралійський астроном, член Австралійської АН (1965) і Лондонського королівського товариства (1973).

## Життєпис
Родився в Шеффілді (Англія). У 1943 закінчив Кембриджський університет. У 1942-1946 служив в Британському військово-морському флоті, в 1946-1954 працював у відділі радіофізики Організації науково-промислових досліджень в Сіднеї, в 1955-1961 — в Каліфорнійському технологічному інституті (США), де заснував радіоастрономічну обсерваторію в Овенс-Веллі. Повернувшись в 1961 до Австралії, очолив нову радіоастрономічну обсерваторію в Парксі, що входить до складу Організації науково-промислових досліджень (нині Австралійська національна радіоастрономічна обсерваторія).
Наукові роботи відносяться до радіоастрономії. У 1948-1949, після виявлення Дж. С.Хєєм, С.Парсонсом і Дж.Філіпсом першого дискретного джерела радіовипромінювання в сузір'ї Лебедя, відкрив кілька інших дискретних джерел і показав тим самим, що це — новий клас об'єктів. У 1949 спільно з Дж.Стенлі і О.Слі запропонував перші три ототожнення дискретних радіоджерел із залишками галактичних наднових (зокрема радіоджерела Телець A - з Крабоподібною туманністю). Вивчив (1954, 1956) просторовий розподіл дискретних джерел. У обсерваторії в Парксі разом із співробітниками виконав декілька оглядів дискретних джерел і їхніх ототожнення. Паркські каталоги належать до найобширніших і точних. У співпраці з К.Вестфолдом здійснив (1950) огляд розподілу радіояскравості по небу на частоті 100 МГц; на підставі цього і інших оглядів досліджував розподіл випромінюючих областей в Галактиці. Брав участь в ототожненнях, що привели до відкриття (1960) квазарів, вивчав оптичні спектри квазарів і проводив їхні фотоелектричні спостереження. Досліджував радіовипромінювання планет і Сонця. Спільно з Р.Пейн-Скоттом і Д.Ябслі виявив (1947) залежність часу початку сонячного спалаху від частоти (випромінювання на високих частотах виникає декілька раніше, ніж на низьких), що свідчить про рух збудливого агента через сонячну атмосферу назовні.
Член Національної АН США (1980), почесний член Індійської національної АН (1973) і Американської академії мистецтв і наук (1972), віце-президент Міжнародного астрономічного союзу (1973-1979).
Медаль Королівського товариства Нового Південного Вельсу (1950), Золота наукова медаль Британської енциклопедії (1967), Золота медаль Лондонського королівського астрономічного товариства (1978).